# Інгевальд Фолькессон
Інгевальд Фолькессон (швед. Ingevald Folkesson), згідно з недавніми дослідженнями — син легендарного Фольке Фільбютера та батько історичного Фольке Товстого, що робить його одним із родоначальників династії Б'єльбу. Згідно з гіпотезою історика Адольфа Шюка, Інгевальд може бути Інгевальдом, згаданим у написі на рунічному камені з церкви Б'єльбу: «Інгевальд звів цей камінь на згадку про Стівальда, його брата, прекрасного хлопця, сина роду Спіальбода. Цим я виконав обіцяне.» Проте Інгевальд піддається під сумнів істориками як батько Фольке.